# Dario Lo Bosco
Dario Lo Bosco (Raffadali, 3 gennaio 1960) è un dirigente d'azienda italiano, è stato presidente di Rete Ferroviaria Italiana da maggio 2023 fino a marzo 2025 quando divienta amministratore e direttore generale di Italferr Italia., dopo esserlo già stato dal 2010 al 2015. In passato è stato anche Presidente dell’Azienda Siciliana Trasporti.

## Biografia
Laureato in Ingegneria all'università di Palermo nel 1984, l’anno seguente si iscrive all'Albo Nazionale degli Ingegneri (Sede di Agrigento). Dapprima docente associato all'università di Reggio Calabria, diverrà ordinario di Costruzione di Strade, Ferrovie e Aeroporti, nonché titolare dei corsi di “Cantieri ed Impianti per Infrastrutture” e di “Tecnica dei Lavori Stradali, Ferroviari e Aeroportuali”. Nel 2001 arriva a diventare vicepreside vicario della facoltà di ingegneria fino al 2006.
È nominato nel 1997 dal presidente della Regione Siciliana Giuseppe Provenzano commissario dell'Azienda Siciliana Trasporti, l'azienda pubblica regionale del trasporto extraurbano. È rimasto presidente con Angelo Capodicasa  e Salvatore Cuffaro, suo concittadino, e ne è stato anche amministratore delegato , confermato poi dai suoi successori Raffaele Lombardo e Rosario Crocetta.
Dal 2007 fino al dicembre 2012 è anche Presidente dell'Autorità portuale di Messina e Milazzo, ruolo durante il quale ha elaborato con l’AP il Piano Regolatore Portuale. Quell'anno è stato eletto nel consiglio direttivo di Confindustria Palermo . L'8 gennaio 2013 il presidente Crocetta lo nomina commissario straordinario della Camera di commercio di Catania fino al 18 gennaio 2014.
Nel 2010 diviene presidente della Rete Ferroviaria Italiana (RFI), società per azioni partecipata al 100% da Ferrovie dello Stato con funzioni di gestore dell'infrastruttura ferroviaria nazionale, società di cui era consigliere di amministrazione dal 2003, restando anche presidente dell'AST. Lo resta fino alle sue dimissioni nel 2015 a causa di una indagine nei suoi confronti.
Nel 2017 torna a insegnare al dipartimento di ingegneria dell'Università Mediterranea di Reggio Calabria.
A dicembre 2020 è stato nominato Presidente del CdA di Hellenic Train - FSitaliane Group, con deleghe anche per ricerca e sviluppo e hi-tech, per poi assumere l’incarico di Head “FS Academy e Technical Methodologies” FSItaliane Group fino al 18 maggio 2023.
A maggio 2023 è eletto nuovamente presidente della Rete Ferroviaria Italiana (RFI) con deleghe. Da marzo 2025 è nominato AD e Presidente di Italferr.

## Altri incarichi
- Professore Ordinario e Decano del Dipartimento di Ingegneria Civile, dell’Energia, dell’Ambiente e dei Materiali “DICEAM” presso l’Università di Reggio Calabria
- Responsabile dell’area scientifico-disciplinare “Strade, Ferrovie, Aeroporti” e Direttore dei Laboratori Universitari di Ricerca di “V.I.A. delle Infrastrutture Territoriali” e di “Ingegneria delle Infrastrutture Ferroviarie” presso l’Università di Reggio Calabria
- Direttore del Master in Economia, Ingegneria e Logistica presso l’Università di Reggio Calabria[2]
- Direttore dei Master di II Livello in “Ingegneria e gestione delle reti infrastrutturali e di logistica”[13] e in “Diritto, economia e management delle reti…” presso l’Università Pegaso (fino all’anno accademico 2022)[14]
- Decano del Dottorato di Ricerca in Ingegneria Civile, Ambientale e Sicurezza presso l’Università di Reggio Calabria
- Nel 1990 Socio Fondatore della S.I.I.V. – Società Italiana Infrastrutture Viarie (fra gli Accademici e gli Studiosi del Settore) e Responsabile Scientifico per la Calabria
- Dal 1999 al 2007 Presidente interregionale A.I.I.T. – Associazione Italiana per l’Ingegneria del Traffico e dei Trasporti – Sicilia e Calabria[2]
- Nel 2001 Coordinatore Nazionale del Gruppo interdisciplinare di Geometria Stocastica, Probabilità Geometriche e Corpi Convessi, per le applicazioni alle Scienze Ingegneristiche ed organizzatore della IV Conferenza internazionale in Italia (Reggio Calabria).
- Nel 2003 Direttore Scientifico della Rivista “RFI Argomenti”, dal 2008 denominata “FS Argomenti” essendo stata estesa all’intero Gruppo FS
- Nel 2009 Direttore Responsabile della Rivista AP Argomenti, quadrimestrale di Economia, Diritto, Ambiente, Trasporti e Porti[2]
- Dal 2008 al 2015 Co-Coordinatore del Master di II Livello IISF, Modulo di “Cultura d’Impresa, Valutazione degli Interventi e Impatto Ambientale” e Componente comitato didattico, UNIROMA1, Facoltà di Ingegneria[15]
- Dal 2022 al 2023 Co-Coordinatore del Master di II Livello in Ingegneria delle Infrastrutture e Sistemi Ferroviari presso l’Università di Roma “La Sapienza”[15]
- Dal 2022 al 2023 Direttore Scientifico della Rivista “Quaderni FS Academy” - Trimestrale di ingegneria, economia e diritto della mobilità sostenibile, intermodale e dell’innovation per le reti infrastrutturali[2]
- Presidente del Comitato Polo Infrastrutture del Gruppo FS e Presidente del Comitato per la Ricerca e l’Innovazione[16]

## Procedimenti giudiziari
Il 29 ottobre 2015 è arrestato, con la concessione dei domiciliari, nell'ambito di un'inchiesta della procura di Palermo su appalti pubblici e corruzione  e l'indomani viene dimissionato da presidente dell'Azienda Siciliana Trasporti dal presidente della Regione , mentre il 31 si dimette da Rete Ferroviaria Italiana .
Nel settembre 2017 è condannato per concussione e induzione indebita a quattro anni e due mesi dal Gup del tribunale di Palermo. Viene poi assolto in Appello e nel 2021 in Cassazione.

## Riconoscimenti
- Nel 2005 è nominato Socio dell’Accademia Nazionale di Scienze, Lettere ed Arti
- Nel 2009 il Rotary Club di Messina gli conferisce la “Paul Harris Fellow” per il contributo al processo di ottimizzazione dell’area portuale dello Stretto con la propria opera di Presidente dell’Autorità Portuale di Messina e di Milazzo, nonché come Accademico esperto del settore[3]

## Pubblicazioni
- Lo Bosco D. e Praticò F. G., L’analyse du système variables-unités d’observation dans l’étude d’optimisation du projet pour une infrastructure de transport, Seminarberichte aus dem fachbereich mathematik n. 57, 1996, ISSN 0944-5838 (WC · ACNP).
- Lo Bosco D., Corriere F. e Praticò F. G., The project optimization of an infrastructure of transportation: the research of the least dimension of the representation space of the synthetic indicators, Seminarberichte aus dem fachbereich mathematik, 1997, ISSN 0944-5838 (WC · ACNP).
- Lo Bosco D. e Corriere F., L’optimisation du projet d’un noeud ferroviaire complexe: la proposition d’un modele mathematique, Seminarberichte aus dem fachbereich mathematik, 1998, ISSN 0944-5838 (WC · ACNP).
- Corriere F. e Lo Bosco D., Global comfort and operational security in linear transportation infrastructures: a mathematical model for interdependency’s analysis of “man-vehicle-infrastructure-environment” quadrinomial, Seminarberichte aus dem fachbereich mathematik n. Band 71, 2001, ISSN 0944-5838 (WC · ACNP).
- Lo Bosco D., Praticò F. G. e Soprano V., L’ottimizzazione globale del trinomio “infrastruttura ferroviaria – veicolo – ambiente”: modelli per l’analisi delle vibrazioni in esercizio, Argomenti n. 2, 2004, ISSN 1973-4220 (WC · ACNP).
- Dario Lo Bosco, L’impegno di RFI nella ricerca scientifica, con l’obiettivo d’ottimizzare sicurezza e qualità, Argomenti n. 2, 2004, ISSN 1973-4220 (WC · ACNP).
- Marretta R. A., Davì G., Milazzo A., Tesoriere G., Carley M. e Lo Bosco D., Una formulazione agli elementi di contorno per l’analisi unificata aeroacustica e aerodinamica d’un treno ad alta velocità, Argomenti n. 10, 2006, ISSN 1973-4220 (WC · ACNP).
- Maurizio Gentile, Dario Lo Bosco e Maria Pettineo, Analysis of the Railway Network Operations Safety, with of Different Obstacles along the Route, by the Study of Buffon-Laplace Type Problems: the Case of Infrastructure with Irregular Hexagonal Lattices, HIKARI Ltd, 2016, ISSN 1312-885X (WC · ACNP).
- Dario Lo Bosco, Evaluation of Global Comfort for Train Passengers, LaborEst n. 18/2019, 2019, ISSN 2029-7092 (WC · ACNP).
- Dario Lo Bosco, Sustainability in road constructions: modeling of air emissions from worksites, Environmental Engineering, 11th International Conference Vilnius Gediminas, Technical University, 2020, ISSN 2029-7092 (WC · ACNP).
- Federico Freni, Dario Lo Bosco e Maria Pettineo, Metodi e modelli di ottimizzazione per le scienze giuridiche, ingegneristiche ed economiche. Un focus per i modelli organizzativi aziendali, Collana Scientifica ADIUVARE “Architettura, Sostenibilità ed Economia delle Infrastrutture Viarie”, 2022, ISBN 979-12-59948-77-9.
- Dario Lo Bosco e Andrea Schifani, Ingegnerizzazione hi-tech dei processi di project management con algoritmi decisionali e modelli organizzativi 231, Aracne, 2024, ISBN 979-12-21811-02-5.